# Lähdesaari
Lähdesaari är en ö i Finland. Den ligger i sjön Viheri och i kommunen Joutsa i den ekonomiska regionen  Joutsa och landskapet Mellersta Finland, i den södra delen av landet, 180 km norr om huvudstaden Helsingfors. Öns area är 0,1 hektar och dess största längd är 60 meter i nord-sydlig riktning.